# 河口博
河口 博（かわぐち ひろし、1963年9月21日 - ）は、日本の男性声優、ナレーター。山口県出身。賢プロダクション所属。スクールデュオレギュラークラスのアッパークラス講師。旧芸名は河口 宏（読みは同じ）。

## 来歴
東京アナウンス学院、同人舎付属演技研究所出身。

## 人物
声種はハイバリトン。方言は山口弁。
テレビ番組のナレーションやイベントMC、アニメ・洋画で活動している。
特技は剣道、居合道。

## 出演

### テレビアニメ
1984年
- キャッツ♥アイ ※「川口浩」と誤表記
- 魔法の妖精ペルシャ（チンピラ、ライダー）

1985年
- 機動戦士Ζガンダム（パイロット）
- ダーティペア（警備員）
- ルパン三世 PARTIII

1986年
- 機動戦士ガンダムΖΖ（避難民）

1987年
- 機甲戦記ドラグナー（係員、オペレーター）

1988年
- 鎧伝サムライトルーパー（アナウンサー）

1996年
- 超者ライディーン（男A）

2002年
- カスミン（プリン太次郎）※「川口宏」と誤表記
- 機動戦士ガンダムSEED（ザフトパイロット、将校A、通信兵、パイロット、副官、将校）
- 名探偵コナン（2002年 - 2015年、秋田谷徹、堀田刑事、長部満の父、柘植光、宇田川克己 他）

2003年
- ストラトス・フォー（管制官B、同時通訳、マニア1）
- 高橋留美子劇場（住職、男性客）
- 天使な小生意気（藍田、不良）
- プラネテス（保安庁職員）

2004年
- サムライチャンプルー（米兵）
- 妄想代理人

2005年
- SPEED GRAPHER（兵隊）

2018年
- 銀河英雄伝説 Die Neue These 邂逅（サレ・アジズ・シェイクリ）

### 劇場アニメ
- クラッシャージョウ（1983年、管制官）
- ヴイナス戦記（1989年、タオ）
- ラーゼフォン 多元変奏曲（2003年、オペレーター）
- コードギアス 復活のルルーシュ（2019年、参謀）

### OVA
- 戦闘妖精雪風（2002年、エコー1、オペレーター、男性アナウンサー、レーダー管制官）
- ストラトス・フォー（X シリーズ）（2004年、オタクB）
- ストラトス・フォー アドヴァンス（2005年、白次、オタクB）
- ストラトス・フォー アドヴァンス 完結編（2006年、白次）

### Webアニメ
- 幕末機関説 いろはにほへと（2006年、大村益次郎）

### ゲーム
- 改造町人シュビビンマン（1989年、1のみ、太助）
- グランツーリスモ4（2004年、車紹介ナレーション）
- スキージャンプ・ペア-リローデッド-（2006年）

### ドラマCD
- モスラ'61（ラーフ）

### 吹き替え
- キスショット

### ナレーション
- アートチャンネルTV
- アイク20周年記念（VP）
- 浅田美代子と八木亜希子・ニューヨークに暮らしたい
- 浅田美代子と八木亜希子・LAに暮らしたい
- あったか生活!秘伝!カテイの魔法
- アナウンサーが行く旨いデザートの店
- インディーズ・ムービー紹介番組
- NNNニュースプラス1
- カナダ・オンタリオ州（VP）
- グリーンチャンネル 新春特別番組
- SUGOIアワー
- 世界のリゾート
- 世界列車の旅〜夢の蒸気機関車探訪〜
- 全日本そっくり大賞
- ディスカバリーチャンネル
  - アメリカの大自然と鹿
  - ケイタイ革命
  - Tiger Attack
  - WRC スバルチームの挑戦
  - チンギス・ハーン
  - ビデオゲームの歴史
  - Future Car
  - ベトナム戦争 もうひとつの闘い
- ドリームメーカー 劇場用予告
- 日本テレビイベント告知
- パーフェクトフィッシング
- 初詣!爆笑ヒットパレード
- 花キューピット（VP）
- BS世界のドキュメンタリー
- ファンケル 化粧品工場案内（VP）
- 本気でオカッパリ
- Microsoft Office 2000（CD‐ROM）
- Microsoft Windows 2000ミレニアム（CD‐ROM）
- Microsoft picture it（CD‐ROM）
- ミツカン（店頭用VP）
- 三菱重工業（VP）
- 夕方いちばん
- リョーイン

### ラジオCM
- オートウェーブ
- お仏壇のはせがわ
- スカーラヒルズ仙台
- TOKYO WORKER
- トヨタウエインズグループ
- 野村アセットマネジメント

### イベント
- 新宿ミロードDJ
- スペースチャンネル5 発売告知
- ヒューゴ・ボス 香水発表会
- プレイステーションEXPO’96
- miss Ashida 00/01 A/W Collection